# K2-72d
K2-72dهو كوكب صغير خارج المجموعة الشمسية، يَدور حَول نجم قزم أحمر K2-72، يَبعد ما يُقارب 227.7 سنة ضوئية. K2-72d يُكمل دَورة مَداره في 7.8 يوم بدائِرة نصف قطرها 73٪ فقط من نصف قطر الأرض.